# Радіснянське (заповідне урочище)
Радісня́нське — заповідне урочище в Україні. Розташоване в межах Щиборівської сільської громади Хмельницького району Хмельницької області, на захід від села Радісне.
Площа 38 га. Статус присвоєно згідно з рішенням сесії обласної ради народних депутатів від 28.10.1994 року № 7. Перебуває у віданні ЛСП «Красилівліс».
Статус присвоєно для збереження чотирьох невеликих лісових масивів.